# Halltorp (Kalmar)
Halltorp is een plaats in de gemeente Kalmar in het landschap Småland en de provincie Kalmar län in Zweden. De plaats heeft 292 inwoners (2005) en een oppervlakte van 62 hectare.
Voor Halltorp op Öland, klik hier